# Anisomysis akajimaensis
Anisomysis akajimaensis är en kräftdjursart som beskrevs av Murano 1990. Anisomysis akajimaensis ingår i släktet Anisomysis och familjen Mysidae. Inga underarter finns listade i Catalogue of Life.